# GP-huset

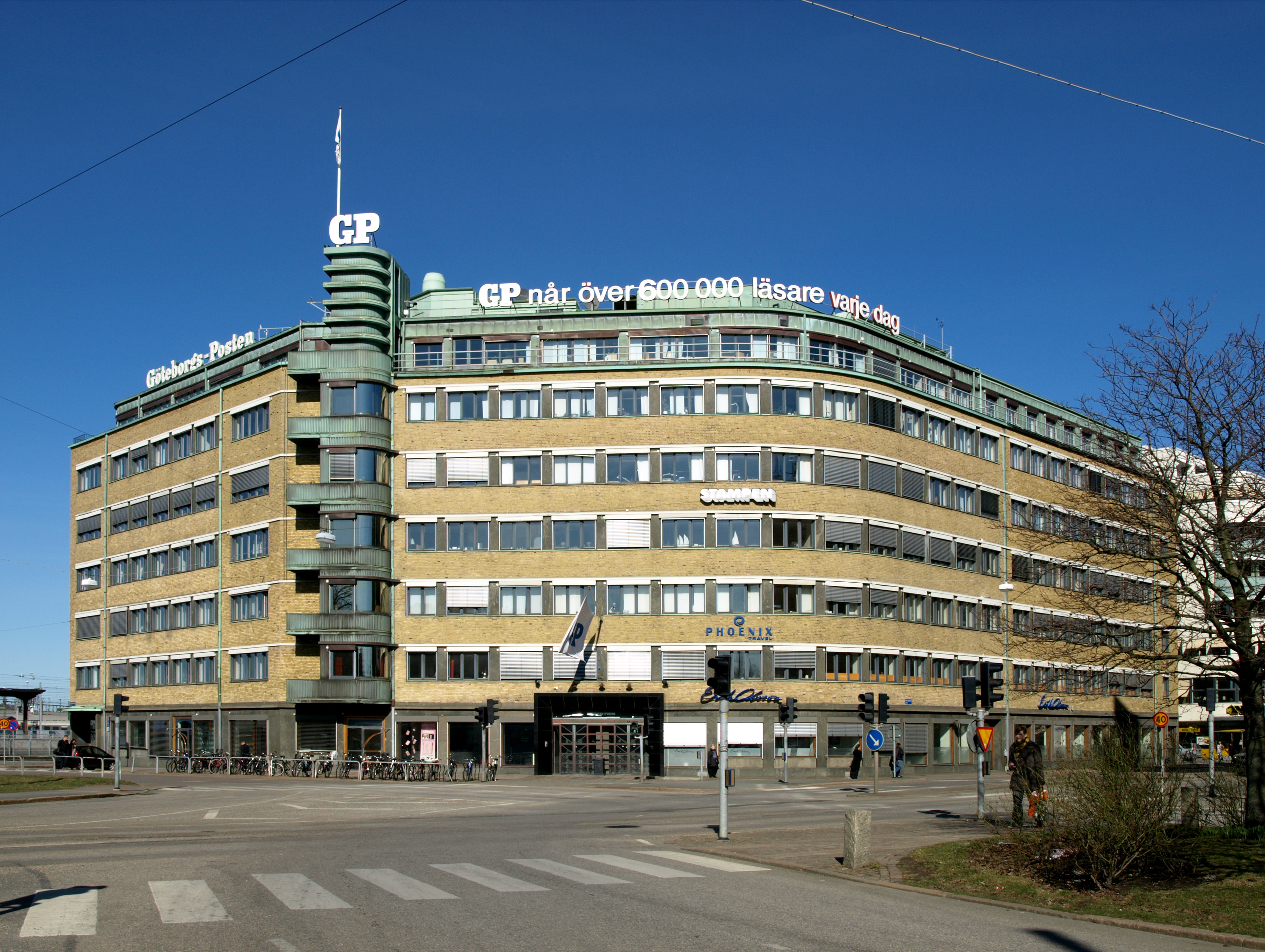
GP-huset i april 2009.

GP-huset, är tidningskoncernen Stampens huvudbyggnad i 12:e roten vid Polhemsplatsen 5 i stadsdelen Stampen i Göteborg, vilket uppfördes 1933-1935 efter ritningar av arkitekt Ragnar Ossian Swensson (1882-1959). Hit flyttade Göteborgs-Posten 1935 sin verksamhet från Östra Hamngatan 2. Huset har byggts ut i flera etapper, och gården mot järnvägen har byggts igen med en glasad hisshall 1994 (ArkitektStudion). I juli 2011 köptes huset av Platzer Fastigheter som fortsätter hyra ut det till Stampen.

## Historia
Tomterna för GP-huset i den gamla Gullbergsvassviken, har varit bebyggda sedan 1752, framför allt av personer ur bryggerinäringen. När Göteborgs-Posten visade intresse för tomten i början av 1930-talet var den dock i huvudsak obebyggd. Två avgörande faktorer var att den hade ett centralt läge samt låg nära järnvägen (transporter av tidningspapper), och den 5 december 1933 köpte man tomten nr. 21 i kvarteret Lena. Det var G. Albert Gustafssons Byggnads AB som fick uppdraget att resa ett stenhus i högst sex våningar. Totalt 2 362 pålar fick slås ner i den bottenlösa leran, för att kunna gjuta den cirka en meter tjocka betonggrunden, vilken skulle kunna bära de tunga tryckpressarna.
Redan under byggnadstiden insåg man att den nya fastigheten inte skulle räcka till, varför man i december 1933 köpte ytterligare en tomt i kvarteret Lena, tomten nr. 22, alldeles intill. Man fick lagfart den 30 oktober 1935, på villkoret att den skulle vara bebyggd före den 1 april 1937. Fler markförvärv gjordes 1939, då Göteborgs stad sålde en del av tomten nr. 39 i 4:e kvarteret Lena. Alla GP:s tomter blev senare sammanförda under beteckningen 4:e kvarteret Lena nr. 39. I slutet av 1937 blev den nya delen med fasad mot Burggrevegatan klar för inflyttning. Den 26 april - på Harry Hjörnes 45-årsdag - flyttar han med familj in i en lägenhet på tredje våningen i GP-huset.
År 1951 får G-P tillstånd att bygga ut åt norr, mellan Burggrevegatan och Odinsgatan. Här ska den nya presshallen rymmas, med nya tryckpressar. Ett påkostat glastak släpper in dagsljuset. Året därpå får Sjukhusdirektionen beviljat, och klartecken från G-P, att bygga på en våning på huset. 
I samband med GP:s hundraårsjubileum den 5 januari 1959 uppfördes på sätteriet en keramikrelief, utförd av konstnären Gunnar Nylund och tillverkad på Rörstrands Porslinsfabrik. Den fick namnet "Vår tid". År 1966 byggs en ny presshall när maskinparken utökas med en 96-sidig press.
Arbetet med tidningshuset i Backa påbörjas den 26 april 1977, med etapp 1; en presshall samt mindre kontorslokaler. År 1986 investeras ytterligare 400 miljoner kronor i tidningshuset, med nya offsettpressar och avancerad packsal. De gamla pressarna i GP-huset försvinner 1988, nedmonterade av ett kinesiskt bolag. Ett beslut om ytterligare tillbyggnader av huset tas i januari 1990, och i slutet av 1991 blir den glastäckta innergården klar. År 1993 summeras de nyrenoverade ytorna till 13 000 kvadratmeter och de nybyggda till 5 000 kvadratmeter. 

### Poppeln
Den för många, något äldre göteborgare bekanta svartpoppeln framför GP-huset, höggs ner i början av 1980-talet, men ett skott från trädet planterades vid det då nya tidningshuset i Backa.